# Mount Różycki
Der Mount Różycki (englisch; polnisch Góra Różyckiego) ist ein 71 m Hügel an der Knox-Küste des ostantarktischen Wilkeslands. Er ragt nahe der polnischen Dobrowolski-Station in den Bunger Hills auf.
Polnische Wissenschaftler benannten ihn 1985. Namensgeber ist der polnische Geologe Stefan Różycki (1906–1988), der von 1958 bis 1959 im Rahmen einer polnischen Antarktisexpedition in den Bunger Hills tätig war.